# Patrik Engellau
Johan Patrik Engellau, född 29 januari 1945 i Oscars församling i Stockholm, är en svensk författare, näringslivsperson och samhällsdebattör som är styrelseordförande i tankesmedjan Stiftelsen Den Nya Välfärden.

## Biografi
Patrik Engellau är brorson till företagsledarna Gunnar Engellau och John Engellau. Han har arbetat inom FN, SIDA och UD, bland annat som chef för SIDA:s biståndskontor i Guinea-Bissau. Han var under en period verksam som forskare vid Sekretariatet för framtidsstudier som då leddes av Lars Ingelstam.
Engellau har uppgett att han i sin ungdom delade 68-vänsterns uppfattningar, men att hans tro på socialismen "havererade" på 1970-talet.
1980 öppnade Engellau en konsultfirma vid namn AB Samhällsrådet, Volvochefen P.G. Gyllenhammar, som var gift med Engellaus kusin,  finansierade uppstarten och firman kom snart att fungera som en lobbyorganisation för dåvarande SAF (nuvarande Svenskt Näringsliv), Timbro och svenska storföretag. Under den här tiden tog sig också Engellau för projektet "The seeds of the future" tillsammans med journalisten  Göran Rosenberg med flera. Syftet med projektet var att skydda storföretag för kritik angående miljöförstörelse, exempelvis genom att ställa aktade forskare och samhällsdebattörer som Joachim Israel och Bo Hedberg mot varandra men helt styra dagordningen för mediaproduktionen. Men också genom en medial kampanj vid namn "den nya frihetstiden" där det bland annat distribuerades filmer med nyliberala teman under parollen till skolbarn där Engellau bland annat presenterades som historiker av reportern Bo Holmström. Projektet "den nya frihetstiden" blev 1988 den nyliberala tankesmedjan Den Nya Välfärden som Engellau grundade tillsammans med Rune Berggren, där Engellau varit aktiv som debattör. Flera personer från näringslivet knöts tidigt till tankesmedjan, bland annat Ian Wachtmeister och Ny Demokrati nyttjade rapporter producerade av Den nya välfärden.
År 1997 grundade Engellau Aktietorget och var dess VD under en längre period.
Sedan 2015 är Engellau ansvarig för nätpublikationen Det Goda Samhället, vars motto lyder "Här skapas samtidens självförståelse". Det Goda Samhällets inriktning har beskrivits som borgerlig och kritisk mot svensk invandringspolitik.